# Nerjungri
Nerjungri (in russo Нерюнгри?) è una città della Russia, nella Sakha-Jacuzia, ed è il centro amministrativo del Nerjungrinskij rajon. Lo status di città gli è stato concesso nel 1975, e si è evoluta in un tempo da record, è la seconda città più grande della Jakuzia. 
Si trova sulla riva destra del fiume Čul'man, a 70 km dalla confluenza con il Timpton e alla distanza di 820 km (lungo la strada A360) da Jakutsk.

## Società

### Evoluzione demografica
La popolazione di Nerjungri è diminuita negli ultimi anni: secondo i censimenti del 1989, Nerjungri contava 72.540 abitanti, mentre secondo i censimenti del 2010, contava solo 62.333 abitanti.
| 1959 | 1970 | 1979   | 1989   | 1996   | 2002   | 2007   | 2010   | 2016   |
| ---- | ---- | ------ | ------ | ------ | ------ | ------ | ------ | ------ |
| 500  | 800  | 22 600 | 72 540 | 76 700 | 66 269 | 64 900 | 62 333 | 57 791 |

## Infrastrutture e trasporti

### Treno
Nerjungri ha una fermata sulla direttrice ferroviaria Amur-Jakutsk, aperta nel 1984 come parte delle infrastrutture per il bacino carbonifero del sud Jakuzia e che si collega con la ferrovia transiberiana e con la ferrovia Bajkal-Amur.

### Aereo
La città di Nerjungri è servita dall'Aeroporto di Čul'man con i voli di linea effettuati dalle compagnie aeree russe l'Aeroflot-Don, la KrasAir, la Jakutavia. L'aeroporto è inoltre la base tecnica delle compagnie aeree locali: la Diamonds-Sakha Airlines e la Delta-K Airlines.